# الخويرة الكبيرة (الرقة)
الخويرة الكبيرة قرية سورية تتبع ناحية سلوك في منطقة تل أبيض في محافظة الرقة. بلغ عدد سكانها 495 نسمة في عام 2004 حسب إحصاء المكتب المركزي للإحصاء.